# Pedro Petrone
Pedro Petrone Schiavone (Montevideo, 11 maggio 1905 – Montevideo, 13 dicembre 1964) è stato un calciatore uruguaiano, di ruolo attaccante. Due volte campione olimpico a Parigi 1924 e Amsterdam 1928, e campione del mondo nel 1930 con la nazionale uruguaiana.
Nella sua carriera in Italia ha realizzato complessivamente 37 reti in 44 incontri di Serie A. È stato il primo giocatore straniero a vestire la maglia della Fiorentina, nonché il primo straniero a vincere la classifica dei marcatori della Serie A a girone unico.

## Biografia
Nacque nel quartiere La Comercial di Montevideo, secondo la maggior parte delle fonti nel 1905, ma c'è anche chi riporta il 1900 o il 1904, mentre il giorno varia dall'11 maggio all'11 giugno
al 9 giugno. Certe sono invece le origini lucane del giocatore.

## Caratteristiche tecniche
Giocava come centravanti. Era dotato di un tiro forte, potente e secco, ed era capace di andare alla conclusione sia di destro che di sinistro. Proprio il tiro era il maggior punto di forza di Petrone, tanto che un cronista disse “I cipressi di Fiesole si inchinarono al tiro dell'artillero”: le sue doti gli consentivano di andare a rete sia dalla breve che dalla lunga distanza; in Uruguay Petrone introdusse un nuovo tipo di centravanti, più propenso a tirare anche da fuori area pur di concludere l'azione: fino ad allora, i centravanti giocavano con maggior tecnica, contribuendo a sviluppare la manovra, mentre con Petrone, dal 1923 in poi, iniziarono a ricoprire il ruolo di finalizzatori. Durante la sua carriera al Nacional riuscì a realizzare anche un gol da centrocampo, contro il Racing Montevideo, superando il portiere Héctor Macchiavello. Alle abilità nel tirare, Petrone aggiungeva la forza fisica e la velocità di corsa (correva i 100 metri piani in circa 11 secondi). Aveva inoltre un buon senso della posizione ed era in grado di effettuare precisi passaggi.

## Carriera

### Club
Pedro Petrone, detto Perucho, si formò calcisticamente nel Solferino di Montevideo, dove iniziò la sua carriera a 16 anni nel ruolo di portiere, dove si distingueva per la potenza dei suoi rinvii, con cui riusciva quasi a raggiungere la porta degli avversari. Una volta emerse le sue doti in attacco, fu spostato al ruolo di centravanti. Passò quindi al Charley Club, con la cui maglia realizzò le sue prime 4 reti in carriera in 7 partite, e poi al Nacional, con cui debuttò nel 1924. Con la squadra di Montevideo partecipò alla tournée europea del 1925, durante la quale peraltro s'infortunò al menisco (a Barcellona): per risolvere l'infortunio fu il primo giocatore in Uruguay a ricorrere a un intervento chirurgico; disputò diverse edizioni del campionato uruguaiano nel corso degli otto anni trascorsi al Nacional, mantenendo la sua media sopra quota 1 gol a partita: segnò 15 gol nel 1926, 20 nel 1928 e 19 e nel 1929. Il 12 maggio 1931 lasciò il Nacional.

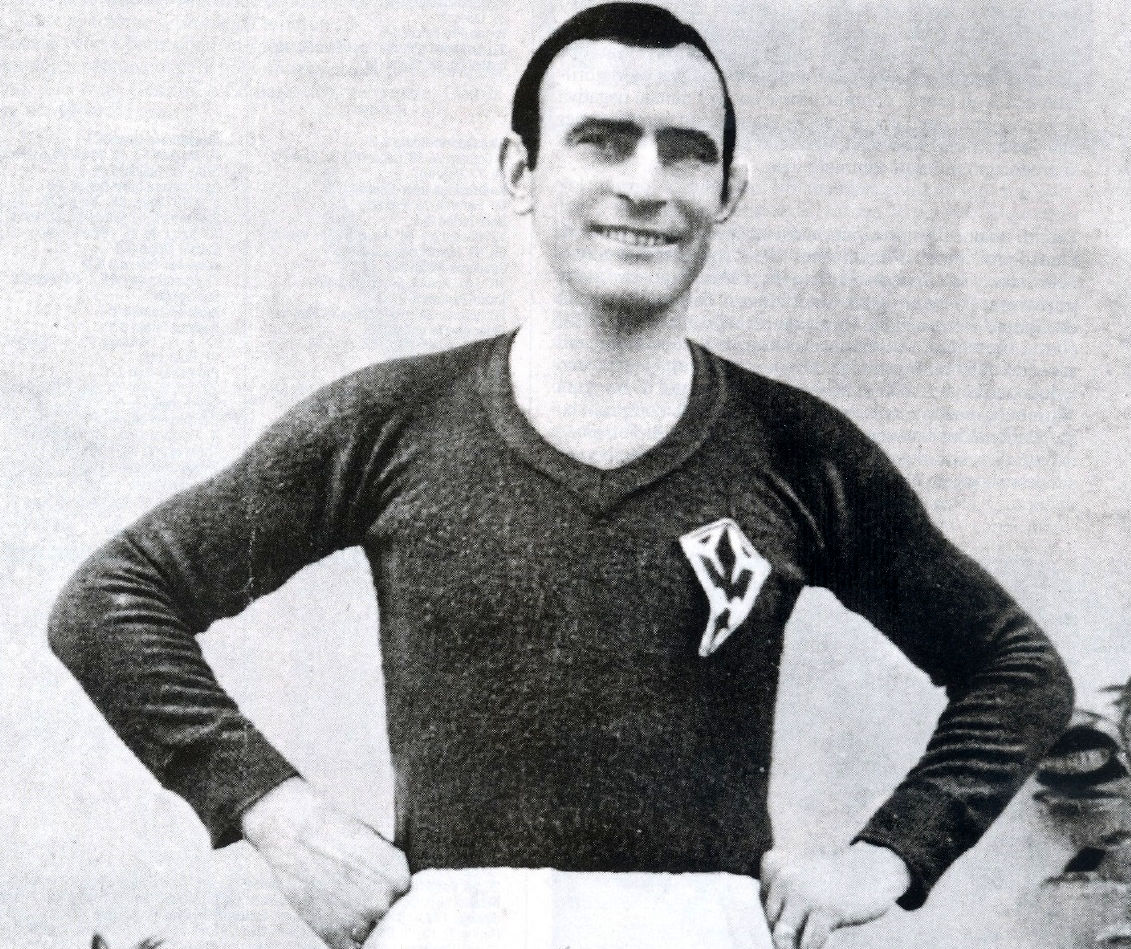
Petrone posa in maglia gigliata

Si trasferì alla Fiorentina il 6 agosto 1931, dopo che il trasferimento era stato portato a termine con successo negli ultimi giorni del luglio precedente. Il 7 agosto arrivò a Firenze in treno, dopo essere sbarcato a Genova insieme ad altri dodici calciatori sudamericani, e venne accolto calorosamente dai tifosi, che lo accompagnarono in festa fino all'albergo. Petrone arrivò in Italia senza scarpe da calcio; girò diversi negozi a Firenze per trovare delle calzature che gli andassero bene. La direzione della squadra telegrafò anche a Montevideo per richiedere le scarpe personali del giocatore; durante una visita a Bologna presso l'amico Raffaele Sansone trovò un paio di scarpe che gli calzavano a pennello (probabilmente presso via Rizzoli). Al suo ritorno a Firenze, durante un allenamento sul campo della Giglio Rosso, sul Viale dei Colli, tirò un calcio così forte al pallone che, dopo aver oltrepassato la rete di protezione, questo spaccò la vetrata dello chalet adiacente al bar. Il suo primo gol in maglia viola coincise con il primo in assoluto mai segnato allo Stadio Artemio Franchi di Firenze (allora denominato "Stadio Giovanni Berta") nel giorno dell'inaugurazione dello stesso, avvenuta il 13 settembre 1931. La partita amichevole che vi si disputò vide la Fiorentina imporsi per 1-0 sull'Admira Vienna, grazie appunto al gol di Petrone.
Il suo esordio in Serie A avvenne il successivo 20 settembre nella partita tra Milan e Fiorentina, terminata col punteggio di 1-1, mentre la sua prima rete in gare ufficiali arrivò sette giorni dopo, nella vittoria casalinga conseguita sul Brescia per 2-1, dove con la marcatura dell'1-0 messa a segno al settimo minuto ha realizzato anche quello che è stato il primo gol in gare ufficiali dell'allora "Stadio Berta". Con il suo debutto, Petrone divenne il primo calciatore non italiano a giocare per la Fiorentina. In Italia divenne conosciuto come Artillero. Dopo una prima stagione con 25 reti in 27 gare (capocannoniere del torneo assieme al bolognese Angelo Schiavio), divenuto nel frattempo Pietro in ossequio alle norme fasciste sui nomi, disputò il suo secondo campionato in tono minore. L'8 gennaio 1933, per festeggiare la prima vittoria della Fiorentina contro la Juventus, ottenuta grazie ad una rete di Petrone, il presidente Ridolfi regalò al centravanti una Fiat 508 Balilla. Lo spostamento ad ala destra in luogo di Gastone Prendato decisa da Hermann Felsner durante la seconda stagione in viola lo portò a forti contrasti col tecnico. Dopo una brutta prestazione che aveva originato una scaramuccia con l'allenatore, il presidente Luigi Ridolfi Vay da Verrazzano si schierò a fianco di Felsner e lo multò con un'ammenda di duemila lire, pari allo stipendio mensile, sospendendolo inoltre dalla squadra a tempo indeterminato. Pedrone scomparve da Firenze con la giustificazione di recarsi a Bologna per far visita al connazionale Francesco Occhiuzzi; si imbarcò invece il 23 marzo 1933 a Genova sul transatlantico Giulio Cesare e tornò a Montevideo, e a fare ritorno in Uruguay dove disputò un campionato nel Nacional segnando 30 reti.
Nel marzo 1934, mentre militava nel Nacional, lasciò improvvisamente l'Uruguay per fare ritorno in Italia. Il club fece sequestrare una parte dei suoi beni, come reazione alla sua inadempienza contrattuale. Nel Nacional aveva segnato 146 gol in 128 incontri in campionato, per un numero complessivo di 152 reti.
Tornato a Firenze, una sera venne acclamato durante una riunione di pugilato al Teatro Verdi, ma la sua avventura in viola si era ormai conclusa. Petrone rimase sempre legato a Firenze tanto da chiamare "Fiorentina" una scuderia di cavalli da corsa da lui creata a Montevideo.

### Nazionale

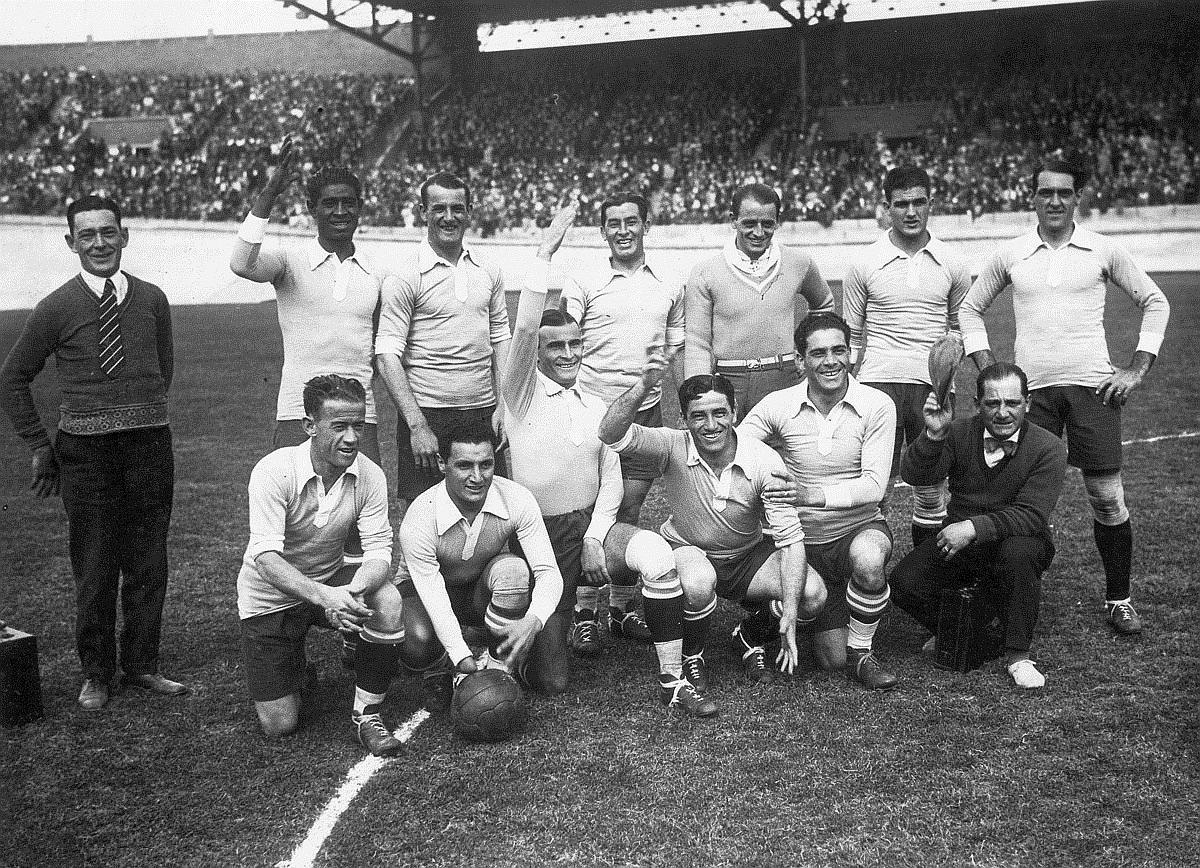
Petrone (accosciato, terzo da sinistra) con l'Uruguay campione olimpico al torneo di

Le 4 reti realizzate nelle 7 partite disputate con il Charley lo misero tanto in evidenza che il commissario tecnico della nazionale uruguaiana, Leonardo De Lucca decise di convocarlo in vista del Campeonato Sudamericano de Football 1923. Petrone esordì in nazionale durante la competizione, il 4 novembre 1923 contro il Paraguay, venendo impiegato da interno sinistro (il centravanti era infatti Pedro Cea): in quell'incontro segnò anche il suo primo gol in nazionale, quello che fissò il risultato sul 2-0 all'88'. Nel corso del Campeonato Sudamericano giocò tutte e tre le gare, segnando in ognuna di esse: con 3 gol fu quindi capocannoniere, insieme all'argentino Vicente Aguirre. Petrone tornò a vestire la maglietta celeste dell'Uruguay nel 1924, in occasione dei Giochi olimpici di Parigi 1924: la sua prima partita in quel torneo fu Uruguay-Jugoslavia 7-0 del 26 maggio, in cui realizzò due reti. Nell'incontro successivo, il 29 maggio contro gli Stati Uniti, Petrone segnò una tripletta, risultando decisivo per la vittoria per 3-0 della sua squadra. Il 1º giugno contro la Francia marcò una doppietta (la gara finì 5-1); nella finale contro la Svizzera del 9 giugno Petrone fu autore del primo gol della partita, che si concluse con la vittoria per 3-0 dell'Uruguay, con un tiro molto potente. Dopo tre amichevoli contro l'Argentina tra il settembre e l'ottobre 1924, il centravanti partecipò al Sudamericano 1924, realizzando tre reti nella gara d'esordio contro il Cile (19 ottobre). Nel corso della manifestazione tornò a segnare contro il Paraguay (26 ottobre), e con 4 gol fu ancora una volta il miglior marcatore del torneo, questa volta in solitaria.
Il grave e doloroso infortunio al menisco rimediato il 12 aprile 1925 a Barcellona gli impedì di prendere parte al Campeonato Sudamericano de Football 1926. Fino all'agosto del 1927 non tornò in nazionale: giocò, il 29 agosto, la Copa Lipton contro l'Uruguay. Fu poi incluso nella lista dei convocati per il Sudamericano 1927, durante il quale scese in campo per due volte: nella prima gara contro la Bolivia (6 novembre, vittoria 9-0) segnò 3 gol. Per la terza volta su tre edizioni disputate, Petrone fu il miglior realizzatore del torneo (questa volta insieme a quattro altri giocatori, di cui due argentini e due uruguaiani). Il 1927 di Petrone in nazionale si concluse con l'amichevole del 10 dicembre contro il Cile, che lo vide segnare un gol. Nel 1928 fu chiamato dal CT Primo Giannotti per il torneo olimpico di Amsterdam 1928: al debutto contro la Germania, il 3 giugno, siglò una doppietta. Giocò anche contro l'Italia e la prima delle due finali contro l'Argentina, in cui realizzò il gol della sua squadra. Nel 1929 fece la sua ultima apparizione in un Campeonato Sudamericano, venendo schierato contro il Paraguay il 1º novembre. Benché non fosse nelle migliori condizioni fisiche, Petrone fu convocato anche per il primo Mondiale, il campionato del mondo 1930: in tale competizione giocò un solo incontro, che fu anche il suo ultimo in nazionale, il 18 luglio contro il Perù. In nazionale complessivamente collezionò 29 presenze e 24 reti.

## Statistiche

### Presenze e reti nei club
| Stagione  | Club       | Campionato | Campionato | Campionato | Campionato |
| Stagione  | Club       | Comp       | Pres       | Reti       |            |
| --------- | ---------- | ---------- | ---------- | ---------- | ---------- |
| 1923      | Charley    | PD         | 14         | 7          |            |
| 1924      | Nacional   | PD         | 25         | 12         |            |
| 1925      | Nacional   | CP         | 5          | 1          |            |
| 1926      | Nacional   | CP         | 26         | 15         |            |
| 1927      | Nacional   | PD         | 26         | 9          |            |
| 1928      | Nacional   | PD         | 26         | 20         |            |
| 1929      | Nacional   | PD         | 26         | 19         |            |
| 1930      | Nacional   | PD         | 26         | 12         |            |
| 1931      | Nacional   | PD         | 26         | 22         |            |
| 1931-1932 | Fiorentina | A          | 27         | 25         |            |
| 1932-1933 | Fiorentina | A          | 17         | 12         |            |
| 1933      | Nacional   | PD         | 15         | 15         |            |
| 1934      | Nacional   | PD         | 26         | 15         |            |

### Cronologia presenze e reti in nazionale
| Cronologia completa delle presenze e delle reti in nazionale ― Uruguay | Cronologia completa delle presenze e delle reti in nazionale ― Uruguay | Cronologia completa delle presenze e delle reti in nazionale ― Uruguay | Cronologia completa delle presenze e delle reti in nazionale ― Uruguay | Cronologia completa delle presenze e delle reti in nazionale ― Uruguay | Cronologia completa delle presenze e delle reti in nazionale ― Uruguay | Cronologia completa delle presenze e delle reti in nazionale ― Uruguay | Cronologia completa delle presenze e delle reti in nazionale ― Uruguay |
| Data                                                                   | Città                                                                  | In casa                                                                | Risultato                                                              | Ospiti                                                                 | Competizione                                                           | Reti                                                                   | Note                                                                   |
| ---------------------------------------------------------------------- | ---------------------------------------------------------------------- | ---------------------------------------------------------------------- | ---------------------------------------------------------------------- | ---------------------------------------------------------------------- | ---------------------------------------------------------------------- | ---------------------------------------------------------------------- | ---------------------------------------------------------------------- |
| 4-11-1923                                                              | Montevideo                                                             | Uruguay                                                                | 2 – 0                                                                  | Paraguay                                                               | Coppa America 1923                                                     | 1                                                                      |                                                                        |
| 25-11-1923                                                             | Montevideo                                                             | Uruguay                                                                | 2 – 1                                                                  | Brasile                                                                | Coppa America 1923                                                     | 1                                                                      |                                                                        |
| 2-12-1923                                                              | Montevideo                                                             | Uruguay                                                                | 2 – 0                                                                  | Argentina                                                              | Coppa America 1923                                                     | 1                                                                      |                                                                        |
| 26-5-1924                                                              | Colombes                                                               | Jugoslavia                                                             | 0 – 7                                                                  | Uruguay                                                                | Olimpiadi 1924 - Turno di qualificazione                               | 2                                                                      |                                                                        |
| 29-5-1924                                                              | Parigi                                                                 | Uruguay                                                                | 3 – 0                                                                  | Stati Uniti                                                            | Olimpiadi 1924 - Ottavi di finale                                      | 2                                                                      |                                                                        |
| 1-6-1924                                                               | Colombes                                                               | Francia                                                                | 1 – 5                                                                  | Uruguay                                                                | Olimpiadi 1924 - Quarti di finale                                      | 2                                                                      |                                                                        |
| 6-6-1924                                                               | Colombes                                                               | Paesi Bassi                                                            | 1 – 2                                                                  | Uruguay                                                                | Olimpiadi 1924 - Semifinale                                            | -                                                                      |                                                                        |
| 9-6-1924                                                               | Colombes                                                               | Svizzera                                                               | 0 – 3                                                                  | Uruguay                                                                | Olimpiadi 1924 - Finale                                                | 1                                                                      |                                                                        |
| 21-9-1924                                                              | Montevideo                                                             | Uruguay                                                                | 1 – 1                                                                  | Argentina                                                              | Amichevole                                                             | -                                                                      |                                                                        |
| 28-9-1924                                                              | Buenos Aires                                                           | Argentina                                                              | 0 – 0                                                                  | Uruguay                                                                | Amichevole                                                             | -                                                                      | Sospesa dopo 4'                                                        |
| 2-10-1924                                                              | Buenos Aires                                                           | Argentina                                                              | 2 – 1                                                                  | Uruguay                                                                | Amichevole                                                             | -                                                                      |                                                                        |
| 19-10-1924                                                             | Montevideo                                                             | Uruguay                                                                | 5 – 0                                                                  | Cile                                                                   | Coppa America 1924                                                     | 3                                                                      |                                                                        |
| 26-10-1924                                                             | Montevideo                                                             | Uruguay                                                                | 3 – 1                                                                  | Paraguay                                                               | Coppa America 1924                                                     | 1                                                                      |                                                                        |
| 2-11-1924                                                              | Montevideo                                                             | Uruguay                                                                | 0 – 0                                                                  | Argentina                                                              | Coppa America 1924                                                     | -                                                                      |                                                                        |
| 28-8-1927                                                              | Buenos Aires                                                           | Argentina                                                              | 1 – 0                                                                  | Uruguay                                                                | Copa Lipton 1927                                                       | -                                                                      |                                                                        |
| 6-11-1927                                                              | Lima                                                                   | Uruguay                                                                | 9 – 0                                                                  | Bolivia                                                                | Coppa America 1927                                                     | 3                                                                      |                                                                        |
| 20-11-1927                                                             | Lima                                                                   | Argentina                                                              | 3 – 2                                                                  | Uruguay                                                                | Coppa America 1927                                                     | -                                                                      |                                                                        |
| 10-12-1927                                                             | Viña del Mar                                                           | Cile                                                                   | 2 – 3                                                                  | Uruguay                                                                | Amichevole                                                             | 1                                                                      |                                                                        |
| 3-6-1928                                                               | Amsterdam                                                              | Germania                                                               | 1 – 4                                                                  | Uruguay                                                                | Olimpiadi 1928 - Quarti di finale                                      | 3                                                                      |                                                                        |
| 7-6-1928                                                               | Amsterdam                                                              | Italia                                                                 | 2 – 3                                                                  | Uruguay                                                                | Olimpiadi 1928 - Semifinale                                            | -                                                                      |                                                                        |
| 10-6-1928                                                              | Amsterdam                                                              | Uruguay                                                                | 1 – 1 dts                                                              | Argentina                                                              | Olimpiadi 1928 - Finale                                                | 1                                                                      |                                                                        |
| 30-8-1928                                                              | Avellaneda                                                             | Argentina                                                              | 1 – 0                                                                  | Uruguay                                                                | Copa Newton 1928                                                       | -                                                                      |                                                                        |
| 21-9-1928                                                              | Montevideo                                                             | Uruguay                                                                | 2 – 2                                                                  | Argentina                                                              | Copa Lipton 1928                                                       | 1                                                                      |                                                                        |
| 16-6-1929                                                              | Montevideo                                                             | Uruguay                                                                | 1 – 1                                                                  | Argentina                                                              | Amichevole                                                             | -                                                                      |                                                                        |
| 20-9-1929                                                              | Montevideo                                                             | Uruguay                                                                | 2 – 1                                                                  | Argentina                                                              | Copa Newton 1929                                                       | -                                                                      |                                                                        |
| 28-9-1929                                                              | Buenos Aires                                                           | Argentina                                                              | 0 – 0                                                                  | Uruguay                                                                | Copa Lipton 1929                                                       | -                                                                      |                                                                        |
| 1-11-1929                                                              | Montevideo                                                             | Uruguay                                                                | 0 – 3                                                                  | Paraguay                                                               | Coppa America 1929                                                     | -                                                                      |                                                                        |
| 25-5-1930                                                              | Buenos Aires                                                           | Argentina                                                              | 1 – 1                                                                  | Uruguay                                                                | Copa Newton 1930                                                       | 1                                                                      |                                                                        |
| 18-7-1930                                                              | Montevideo                                                             | Uruguay                                                                | 1 – 0                                                                  | Perù                                                                   | Mondiali 1930 - Fase a gironi                                          | -                                                                      |                                                                        |
| Totale                                                                 |                                                                        | Presenze                                                               | 29                                                                     |                                                                        | Reti (6º posto)                                                        | 24                                                                     |                                                                        |

## Palmarès

### Club
- Campionato uruguaiano: 2

Nacional: 1924, 1933

### Nazionale
- Campeonato Sudamericano de Football: 2

Uruguay 1923, Uruguay 1924
- Oro olimpico: 2

Parigi 1924, Amsterdam 1928
- Campionato mondiale: 1

Uruguay 1930

### Individuale
- Capocannoniere del Campeonato Sudamericano de Football: 3 (record condiviso con Paolo Guerrero)

1923 (3 gol, a pari merito con Vicente Aguirre), 1924 (4 gol), 1927 (3 gol, a pari merito con 4 giocatori)
- Capocannoniere del Torneo olimpico di calcio: 1

1924 (7 gol)
- Capocannoniere della Serie A italiana: 1

1931-1932 (25 gol, a pari merito con Angelo Schiavio)